# Idbyfjärden
Idbyfjärdens naturreservat ligger en knapp mil öster om Örnsköldsvik och är en viktig rastlokal för vadare och änder.
Reservatet omfattar 19 hektar och bildades 2006.